# Єва (фільм, 2011)
«Єва» (ісп. Eva, також відомий як Єва: штучний розум) — іспанська фантастична драма режисера Кіке Майла, що вийшла 2011 року. У головних ролях Даніель Брюль, Марта Етура, Луїс Омар.
Сценаристами були Серґі Бедбель, Крістіна Клементе, Марті Рока, Аінтца Серра, продюсерами — Серґі Касамітана і Літа Роч. Вперше фільм продемонстрували 7 вересня 2011 року в Італії на 68-му Венеційському кінофестивалі. В Україні у кінопрокаті прем'єра фільму відбулась 19 січня 2012 року.

## Сюжет
Людство 2041 року вже повномасштабно використовує роботів у своєму житті. Алекс, відомий інженер-кібернетик, повернувся у рідне місто, де не був вже 10 років. Його колишня дівчина і його брат одружені, і в них є донька Єва. Приїхавши, Алекс отримує завдання створити робота-дитину.

## У ролях
| Актор           | Персонаж           | Роль                      |
| --------------- | ------------------ | ------------------------- |
| Даніель Брюль   | Алекс (ісп. Álex)  | інженер-кібернетик        |
| Марта Етура     | Лана (ісп. Lana)   | колишня дівчина Алекса    |
| Луїс Омар       | Макс (ісп. Max)    | робот-дворецький          |
| Альберто Амманн | Давід (ісп. David) | брат Алекса, хлопець Лани |
| Клаудія Веґа    | Єва (ісп. Eva)     | донька Лани               |

## Сприйняття

### Нагороди і номінації[5]
| Рік  | Нагорода                            | Категорія                        | Номінант                                                   | Результат |
| ---- | ----------------------------------- | -------------------------------- | ---------------------------------------------------------- | --------- |
| 2012 | Нагорода Товариства кіносценаристів | Найкращий актор другого плану    | Луїс Омар                                                  | Перемога  |
| 2012 | Нагорода Товариства кіносценаристів | Найкращий новий режисер          | Кіке Майло                                                 | Перемога  |
| 2012 | Нагорода Товариства кіносценаристів | Найкращий фільм                  | Кіке Майло                                                 | Номінація |
| 2012 | Нагорода Товариства кіносценаристів | Найкращий режисер                | Кіке Майло                                                 | Номінація |
| 2012 | Нагорода Товариства кіносценаристів | Найкращий актор                  | Даніель Брюль                                              | Номінація |
| 2012 | Нагорода Товариства кіносценаристів | Найкращий новий актор чи акторка | Клаудія Веґа                                               | Номінація |
| 2012 | Нагорода Товариства кіносценаристів | Найкращий оригінальний сценарій  | Серґі Бедбель, Крістіна Клементе, Марті Рока, Аінтца Серра | Номінація |
| 2012 | Нагорода Товариства кіносценаристів | Найкраща операторська робота     | Арнау Вальс Коломер                                        | Номінація |
| 2012 | Нагорода Товариства кіносценаристів | Найкращий монтаж                 | Елена Руїс                                                 | Номінація |
| 2012 | Нагорода Товариства кіносценаристів | Найкраща музика                  | Євґені Ґальперін, Саша Ґальперін                           | Номінація |
| 2012 | Fantasporto                         | Найкращі спецефекти              | Кіке Майло                                                 | Перемога  |
| 2012 | Нагорода «Туріа»                    | Найкраща перша робота            | Кіке Майло                                                 | Перемога  |

### Виноски
1. 1 2  Eva: Release Info (англ.). Internet Movie Database. Процитовано 5 грудня 2013.
2. 1 2  Єва. Kino-teatr.ua. Архів оригіналу за 24 серпня 2012. Процитовано 5 грудня 2013.
3. ↑  Eva (англ.). Internet Movie Database. Архів оригіналу за 8 серпня 2018. Процитовано 5 грудня 2013.
4. ↑  Eva: Full Cast & Crew (англ.). Internet Movie Database. Процитовано 5 грудня 2013.
5. ↑  Eva: Awards (англ.). Internet Movie Database. Архів оригіналу за 17 квітня 2016. Процитовано 5 грудня 2013.